# Mahmoud Ezzat
Mahmoud Ezzat (tiếng Ả Rập: محمود عزت, sinh ngày 5 tháng 5 năm 1992) là một cầu thủ bóng đá người Ai Cập hiện tại thi đấu ở vị trí trung vệ cho Smouha và đội tuyển quốc gia Ai Cập. Anh được triệu tập vào đội tuyển quốc gia dưới thời Shawky Gharib vào ngày 4 tháng 6 năm 2014 trong trận giao hữu trước Jamaica.